# Бове-бух
«Бове-бух» (изначально «Буово д’Антона», перевод 1507; изд. 1541; в позднейшем издании «Бове-бух»; с конца XVIII века «Бо́вэ-ма́йсе»; идиш בבא-מעשה‎) — одна из популярнейших народных книг старой еврейской литературы на идише; еврейская культурная адаптация популярного в Европе с XIII века повествования о рыцаре Бэве из Антона.

## История
Известный литератор и поэт Элия Левита в 1507 году сделал адаптированный пересказ на идише написанного в стансах итальянского романа «Buovo d’Antona», бывшего в свою очередь переделкой английского «Sir Bevis of Hamton». Пересказ базировался на болонском издании 1497 года и явился первой адаптацией ottava rima на германском языке. О характере перевода Левиты можно судить по следующим начальным строфам:

Men spricht wi in Lomparten

War gsessen var langi Zeiten

Ein Herzog vun hoicher Arten

Sein gleichen war nit in weiten.

Herzog Gwido hisch men den zarten,

Ein zarter degen in ali streiten.

Mit groisser erin trug er di kronh

In einer stat di hisch Antonh.

Впервые напечатанная в 1541 году, «Бове-бух» стала любимейшей книгой еврейских женщин и выдержала много изданий, подвергаясь при этом многочисленным переделкам и дополнениям. Издания «Бове-бух», относящиеся к XVIII веку, до того переполнены невероятными приключениями, что в народной речи «Бобэ-майсэ» стало синонимом небылицы.
«Еврейская экспедиция» по цензуре заграничных книг (1748—1800 годы) запретила ввоз в Россию львовского издания «Бовэ-бух», так как в книге говорится «о ведьмах в весьма неблагоприятных и постыдных выражениях, также οб убийце государя и ο любви его жены с убийцей».
На современный идиш поэма была переложена Мойше Кнапгейсом в 1968 году. На русский язык поэма переведена Моисеем Ратнером.

## Комментарии
1. ↑  Дословно бабушкины сказки, от майсе — 'рассказ' и бобе — 'бабушка'; фонетическое сходство между «Бове» и «бобе» привело к подобному переосмыслению названия в народном обиходе[5].